# 미쓰이 부동산

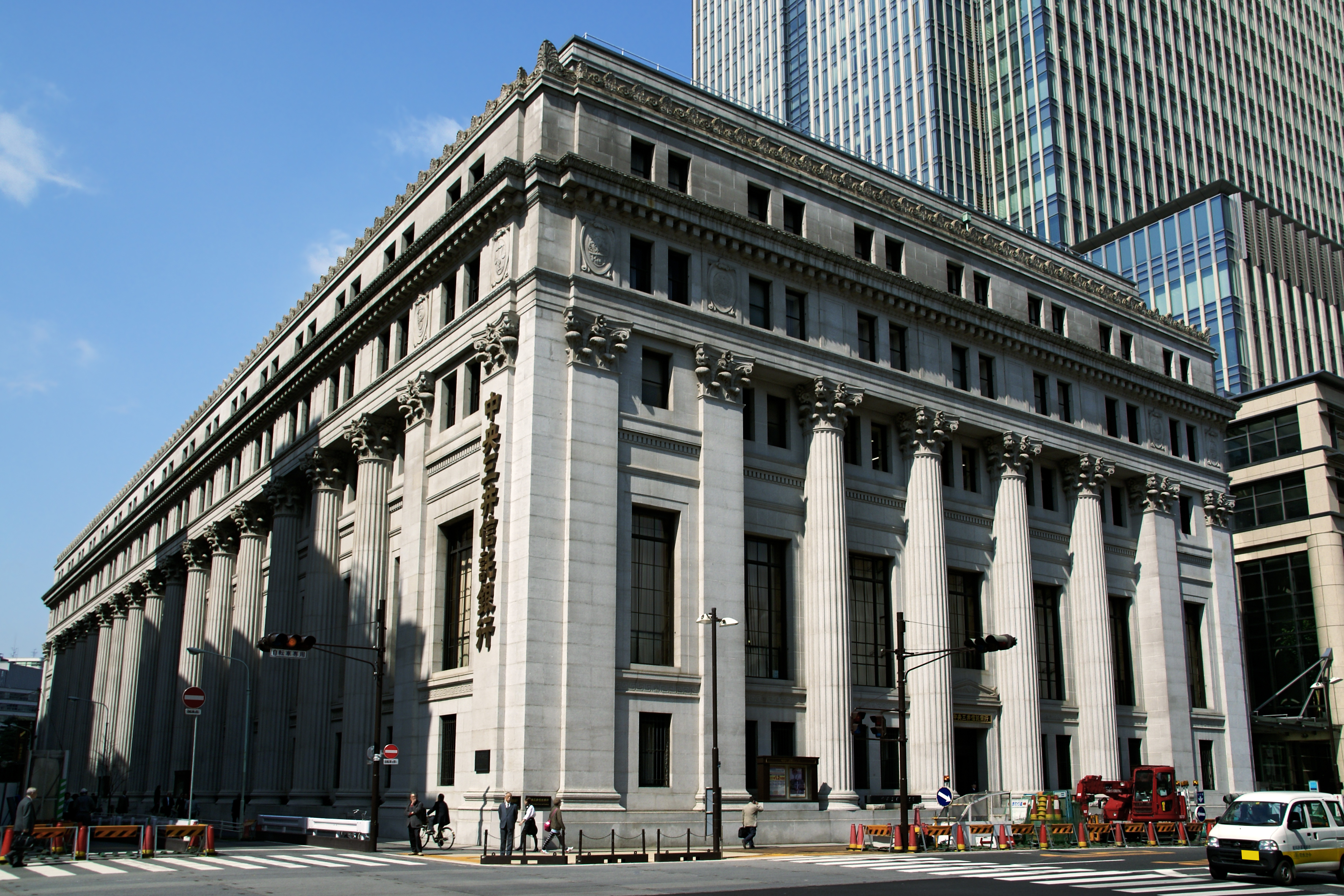
미쓰이 본관

미쓰이 부동산 주식회사(일본어: 三井不動産株式会社, 영어: Mitsui Fudosan Co. Ltd. 또는 Mitsui Fudosan Kabushiki-gaisha)는 도쿄도 주오구에 본사를 두고 있는 일본의 부동산 회사이다.

## 개요
1941년 7월 15일에 설립됐다. 1949년 6월 21일 오사카 증권거래소 1부에 상장됐다. 2008 회계연도(2008년 4월~2009년 3월) 연결 매출은 1조4천189억4천500만엔이었다. 일본 부동산 업계의 최대 기업이다. 미쓰이스미토모 은행, 미쓰이 물산과 함께 미쓰이 그룹의 핵심 기업이다.